# Liste der denkmalgeschützten Objekte in Guntersdorf
Die Liste der denkmalgeschützten Objekte in Guntersdorf enthält die 17 denkmalgeschützten, unbeweglichen Objekte der Gemeinde Guntersdorf in Niederösterreich (Bezirk Hollabrunn).

## Denkmäler
| Foto |                 | Denkmal                                                                      | Standort                                                    | Beschreibung | Metadaten |
| ---- | --------------- | ---------------------------------------------------------------------------- | ----------------------------------------------------------- | --- | --- |
| ja   | Datei hochladen | ehemaliger Pfarrhof HERIS-ID: 15635 Objekt-ID: 11881                         | Großnondorf 113 Standort KG: Großnondorf                    | Zweigeschoßiger freistehender Bau mit zarten Tür und Fenstergewänden aus dem späten 18. Jahrhundert. Kleine Rundbogennische mit einer betenden Heiligenfigur aus dem späten 18. Jahrhundert. | BDA-Hist.: Q37790474 Status: § 2a Stand der BDA-Liste: 2025-06-30 Name: ehemaliger Pfarrhof GstNr.: 23 Pfarrhof Großnondorf, Gemeinde Guntersdorf                |
| ja   | Datei hochladen | katholische Pfarrkirche heiliger Pankrazius HERIS-ID: 15634 Objekt-ID: 11880 | neben Großnondorf 114 Standort KG: Großnondorf              | Die im Kern mittelalterliche Kirche vermutlich aus dem 14. Jahrhundert wurde um die Mitte des 18. Jahrhunderts spätbarock verändert. Am Westturm und an der Nordfassade hohe Rundbogenfenster, an der Südfassade Spitzbogenfenster. Turmfassade durch Quaderung, Lisenen und Pilaster gegliedert. Zwiebelhelm mit Laterne.                               | BDA-Hist.: Q37790465 Status: § 2a Stand der BDA-Liste: 2025-06-30 Name: katholische Pfarrkirche heiliger Pankrazius GstNr.: 1 Pfarrkirche Großnondorf            |
| ja   | Datei hochladen | Gnadenstuhl HERIS-ID: 15637 Objekt-ID: 11883                                 | neben Großnondorf 118 Standort KG: Großnondorf              | Figurengruppe Gnadenstuhl vor der Pfarrkirche auf hoher Säule und Sockel. Im Sockel mit 1726 bezeichnet, mehrfach renoviert. | BDA-Hist.: Q37790523 Status: § 2a Stand der BDA-Liste: 2025-06-30 Name: Gnadenstuhl GstNr.: 12/1 Großnondorf Gnadenstuhl                                         |
| ja   | Datei hochladen | Wegkapelle, Pestkapelle HERIS-ID: 15639 Objekt-ID: 11885                     | gegenüber Großnondorf 151 Standort KG: Großnondorf          | Im Jahre 1789 wurde am westlichen Ortsausgang von Großnondorf die übergiebelte Kapelle mit Rundbogennische und steinernem Giebelkreuz erbaut. In der Nische Figurengruppe Gnadenstuhl flankiert von den hll. Rochus und Sebastian. Darunter in einer Grotte Figur der hl. Rosalia.                                                                       | BDA-Hist.: Q37790536 Status: § 2a Stand der BDA-Liste: 2025-06-30 Name: Wegkapelle, Pestkapelle GstNr.: 394 Pestkapelle Großnondorf                              |
| ja   | Datei hochladen | Figurenbildstock heiliger Johannes Nepomuk HERIS-ID: 15655 Objekt-ID: 11901  | Standort KG: Großnondorf                                    | Achtseitpfeiler bezeichnet 1636 mit der Figur des hl. Johannes Nepomuk aus der Mitte des 18. Jahrhunderts. | BDA-Hist.: Q37790864 Status: § 2a Stand der BDA-Liste: 2025-06-30 Name: Figurenbildstock heiliger Johannes Nepomuk GstNr.: 249                                   |
| ja   | Datei hochladen | Bildstock HERIS-ID: 15657 Objekt-ID: 11903                                   | Standort KG: Großnondorf                                    | Außerhalb des Ortes an der B2 abgefaster Pfeiler mit Quaderaufsatz und abschließendem Steinkreuz aus der Zeit um 1700. Im Quader das Relief eines Kruzifixes. | BDA-Hist.: Q37791002 Status: § 2a Stand der BDA-Liste: 2025-06-30 Name: Bildstock GstNr.: 1444 Bildstock Großnondorf, Gemeinde Guntersdorf                       |
| ja   | Datei hochladen | Pietà HERIS-ID: 15662 Objekt-ID: 11908                                       | Standort KG: Großnondorf                                    | Nördlich des Ortes eine Bildsäule auf Sockel mit der Figurengruppe Pietà aus dem Jahre 1860, renoviert im Jahre 1956. | BDA-Hist.: Q37791070 Status: § 2a Stand der BDA-Liste: 2025-06-30 Name: Pietà GstNr.: 401                                                                        |
| ja   | Datei hochladen | Statuengruppe „Abschied Jesu von Maria“ HERIS-ID: 15627 Objekt-ID: 11873     | gegenüber F. W. Raiffeisen Platz 1 Standort KG: Guntersdorf | Auf einem Volutenpostament aus dem Jahre 1771 steht die Figurengruppe Abschied Jesu von Maria. | BDA-Hist.: Q37790395 Status: § 2a Stand der BDA-Liste: 2025-06-30 Name: Statuengruppe „Abschied Jesu von Maria“ GstNr.: 2776/9                                   |
| ja   | Datei hochladen | Ehem. Wasserschloss Guntersdorf HERIS-ID: 15620 Objekt-ID: 11866             | Kalladorfer Straße 1 Standort KG: Guntersdorf               | In der 2. Hälfte des 16. Jahrhunderts wurde das spätmittelalterliche Wasserschloss zu einer ausgedehnten Anlage mit Wassergraben ausgebaut. | BDA-Hist.: Q2241335 Status: Bescheid Stand der BDA-Liste: 2025-06-30 Name: Ehem. Wasserschloss Guntersdorf GstNr.: 1, 2, 3, 4, 5/1, 5/2, 5/3 Schloss Guntersdorf |
| ja   | Datei hochladen | Sog. Zigeunerkreuz HERIS-ID: 15624 Objekt-ID: 11870                          | gegenüber Kalladorfer Straße 1 Standort KG: Guntersdorf     | Spätgotische Lichtsäule aus dem Jahre 1504, die aus den Weinbergen an den derzeitigen Standort versetzt wurde. Im gekehlten Pfeiler vier reliefierte Figuren, der dreiseitig geöffnete Tabernakelaufsatz ist reich mit Astwerk verziert, enthält das Relief der Kreuzigung mit Maria und Johannes und wird durch eine steile Fiale bekrönt.              | BDA-Hist.: Q37790304 Status: Bescheid Stand der BDA-Liste: 2025-06-30 Name: Sog. Zigeunerkreuz GstNr.: 2796                                                      |
| ja   | Datei hochladen | Schüttkasten HERIS-ID: 208631seit 2022                                       | Kirchengasse 2 Standort KG: Guntersdorf                     | | BDA-Hist.: Q112943327 Status: Bescheid Stand der BDA-Liste: 2025-06-30 Name: Schüttkasten GstNr.: 7                                                              |
| ja   | Datei hochladen | Pfarrhof HERIS-ID: 15618 Objekt-ID: 11864                                    | Oskar Spaether-Platz 224 Standort KG: Guntersdorf           | Zweigeschoßige siebenachsige Anlage mit Walmdach aus der zweiten Hälfte des 18. Jahrhunderts. Portal- und Fensterrahmung mit Putzbändern, im Obergeschoß gekehlte Fenstersohlbänke. | BDA-Hist.: Q37790196 Status: § 2a Stand der BDA-Liste: 2025-06-30 Name: Pfarrhof GstNr.: 747 Pfarrhof Guntersdorf                                                |
| ja   | Datei hochladen | katholische Pfarrkirche Mariae Himmelfahrt HERIS-ID: 15617 Objekt-ID: 11863  | Oskar Spaether-Platz Standort KG: Guntersdorf               | Gotische Basilika mit Nordturm aus der Mitte des 14. Jahrhunderts. Glatte Westfront mit mächtigem geböschten Stützpfeiler und Spitzbogenfenstern, in den Seitenschiffen Rundbogenfenster. Der dreigeschoßige schlanke Turm hat im Untergeschoß Spitzbogenfenster und eine Eckquaderung, hohe Fenster im Schallgeschoß und einen schlanken Pyramidenhelm. | BDA-Hist.: Q37790188 Status: § 2a Stand der BDA-Liste: 2025-06-30 Name: katholische Pfarrkirche Mariae Himmelfahrt GstNr.: 584 Pfarrkirche Guntersdorf           |
| ja   | Datei hochladen | Pranger HERIS-ID: 15626 Objekt-ID: 11872                                     | vor Retzer Straße 1 Standort KG: Guntersdorf                | Auf quadratischem Sockel abgefaster Pfeiler. | BDA-Hist.: Q37790363 Status: § 2a Stand der BDA-Liste: 2025-06-30 Name: Pranger GstNr.: 2788/2 Pranger Guntersdorf                                               |
| ja   | Datei hochladen | Kornspeicher HERIS-ID: 15623 Objekt-ID: 11869                                | Schüttkastenweg 2 Standort KG: Guntersdorf                  | Zweigeschoßiger Schüttkasten aus dem 17. Jahrhundert. | BDA-Hist.: Q37790269 Status: Bescheid Stand der BDA-Liste: 2025-06-30 Name: Kornspeicher GstNr.: 594 Schüttkasten Guntersdorf                                    |
| ja   | Datei hochladen | Figur heiliger Florian HERIS-ID: 15625 Objekt-ID: 11871                      | vor Unterort 229 Standort KG: Guntersdorf                   | Die Statue des hl. Florian steht auf einem Volutensockel mit Wappenkartusche. | BDA-Hist.: Q37790335 Status: § 2a Stand der BDA-Liste: 2025-06-30 Name: Figur heiliger Florian GstNr.: 2803/1 Guntersdorf Statue Florian von Lorch               |
| ja   | Datei hochladen | Bildstock HERIS-ID: 15630 Objekt-ID: 11876                                   | Standort KG: Guntersdorf                                    | Abgefaster Pfeiler mit Quaderaufsatz und krönender Steinkreuzpyramide aus dem Jahre 1713. | BDA-Hist.: Q37790437 Status: § 2a Stand der BDA-Liste: 2025-06-30 Name: Bildstock GstNr.: 640                                                                    |